# Das Kapital (album)
Das Kapital è il terzo disco della thrash/Death metal band italiana dei Node, pubblicato nel marzo 2004.

## L'album
Il disco, registrato nell'agosto 2003 agli Underground Studios in Våsteras, Svezia, è un concept album focalizzato su alcuni dei principali eventi della prima metà del XX secolo, contenente un'interpretazione dell'ascesa del totalitarismo nazifascista in Europa e dello stalinismo sovietico che può essere generalmente ricondotta alle tesi trotzkiste sull'argomento. Il concept si chiude inoltre con una riflessione conclusiva sugli anni a venire. Il concept è stato curato da Daniel Botti, autore di tutti i testi dell'album
L'album contiene 10 canzoni originali scritte dalla band, oltre ad Empire, cover dei Queensrÿche.
Nel 2010 Gary D'Eramo Leader della band ne acquista i diritti dopo l'abbandono degli altri membri della line-up originale e la ristampa dell'album viene affidata alla label italiana Punishment18 records che la immette sul mercato con l'aggiunta di alcune bonus tracks

## Tracce
1. War Goes On - 05:48 - (Di Salvia D'Eramo- Botti, Mariani)
2. Twenties - 04:12 - (Di Salvia - D'Eramo - Botti, Mariani)
3. Outpost - 05:18 - (D'Eramo - Botti, Mariani, Di Salvia)
4. The East-Ghost - 03:44 - (D'Eramo - Botti, Mariani, Di Salvia)
5. Das Kapital - 02:46 - (D'Eramo- Botti, Mariani, Di Salvia)
6. Retreat '42 - 05:22 - (Botti, D'Eramo, Mariani, Di Salvia)
7. Weaknessphere - 04:48 - (Botti, D'Eramo, Mariani, Di Salvia)
8. The Plot Sickens - 05:49 - (Botti, D'Eramo, Mariani, Di Salvia)
9. One Way Media - 04:24 - (D'Eramo-Botti,, Mariani, Di Salvia)
10. Empire - 04:48 - (cover Queensrÿche)
11. Few Words Again - 04:55 - (Botti-D'Eramo, Mariani, Di Salvia)

All Lyrics By Daniel Botti

## Formazione
- Daniel Botti - chitarra, voce
- Gary D'Eramo - chitarra, seconde voci
- Klaus Mariani - basso
- Marco Di Salvia - batteria, percussioni, tastiere